# Vattenfall Cyclassics 2009
La Vattenfall Cyclassics 2009 era la 14a edició de la cursa ciclista Vattenfall Cyclassics. Es va disputar el diumenge 16 d'agost de 2009 en un recorregut de 213,7 km que tenia l'origen i final a Hamburg. Aquesta cursa forma part de l'UCI ProTour 2009.
La victòria fou per l'estatunidenc Tyler Farrar, que s'imposà a l'esprint.

## Equips participants
En la cursa hi prenen part 20 equips de 8 ciclistes cadascun, per a un total de 160 ciclistes.
| - AG2R La Mondiale - Bbox Bouygues Telecom - Caisse d'Epargne - Cofidis - Euskaltel–Euskadi - FDJ - Fuji-Servetto | - Garmin-Slipstream - Lampre-NGC - Liquigas - Quick Step - Rabobank ProTeam - Silence-Lotto - Skil-Shimano | - Team Astana - Team Columbia-HTC - Team Katusha - Team Milram - Team Saxo Bank - Vorarlberg-Corratec |

## Classificació
|    | Ciclista         | Equip             | Temps      |
| -- | ---------------- | ----------------- | ---------- |
| 1  | Tyler Farrar     | Garmin-Slipstream | 5h 30' 38" |
| 2  | Matti Breschel   | Team Saxo Bank    | m. t.      |
| 3  | Gerald Ciolek    | Team Milram       | m. t.      |
| 4  | Allan Davis      | Quick Step        | m. t.      |
| 5  | Koldo Fernández  | Euskaltel-Euskadi | m. t.      |
| 6  | Davide Viganò    | Fuji-Servetto     | m. t.      |
| 7  | Daniele Bennati  | Liquigas          | m. t.      |
| 8  | Fabio Sabatini   | Liquigas          | m. t.      |
| 9  | Marco Bandiera   | Lampre NGC        | m. t.      |
| 10 | Jacopo Guarnieri | Liquigas          | m. t.      |